# Rainer Dorwarth
Rainer Dorwarth (eigentlich Georg Rainer Dorwarth; * 3. Oktober 1924 in Welver; † 2. März 2015 in Freiburg im Breisgau) war ein deutscher Künstler. 

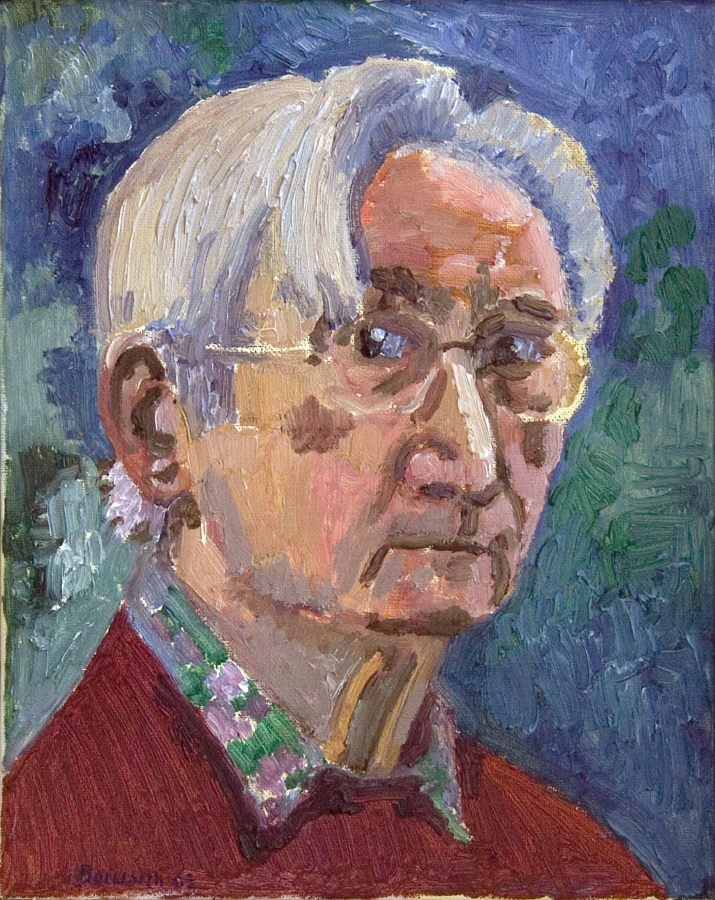
Selbstporträt, 2003

## Biografie
Rainer Dorwarth wurde 1924 in Welver/Westfalen geboren. Nach der Schulzeit in Hamm/Westfalen wurde er zum Kriegsdienst herangezogen. Nach Kriegsende verbrachte er geraume Zeit in sowjetischer Kriegsgefangenschaft.  
Ab 1949 studierte er bei Rudolf Dischinger und Adolf Strübe an der staatlichen Akademie der Bildenden Künste in Freiburg im Breisgau. Anschließend verbrachte er sechs Monate im Atelier André Lhote in Paris. Seit dem Jahr 1953 arbeitete Rainer Dorwarth in einem eigenen Atelier in Freiburg-Herdern. Von 1968 bis 1980 war Rainer Dorwarth Geschäftsführer des Berufsverbandes Bildender Künstler Südbaden. Er war mit der Malerin und Weberin Adelheid Dorwarth, geb. Bosch, verheiratet, mit der er sechs gemeinsame Kinder hat.

## Werk
Rainer Dorwarth  erschuf Kirchenfenster, Kunst am Bau, Wandmalereien, Mosaiken,  Holzschnitte, Zeichnungen, Aquarelle und Ölbilder sowie Sgraffiti. Sein Anfangswerk ist maßgeblich vom Werk des Pariser Spätkubisten André Lhote geprägt, während er der expressiven Gegenständlichkeit Adolf Strübes stets verpflichtet blieb. Mehrere Kirchen in Südbaden besitzen eine Kunstverglasung von Rainer Dorwarth, wie  die Pfarrkirche St. Katarina in Gütenbach oder die Kapelle der katholischen Akademie in Freiburg. 